# ال‌جی وی‌ایکس۱۰۰۰۰
ال‌جی وی‌ایکس۱۰۰۰۰ (به انگلیسی: LG Voyager (VX10000))، یک‌نمونه از گوشی‌های تلفن همراه سری وریزون مدل‌های سی‌دی‌ام‌آ (به انگلیسی: Verizon CDMA Models (VX)) شرکت ال‌جی الکترونیکس می‌باشد که توسط همین شرکت به بازار عرضه شده‌است. 